# (4739) Tomahrens
(4739) Tomahrens es un asteroide perteneciente al cinturón de asteroides, descubierto el 15 de octubre de 1985 por Edward Bowell desde la Estación Anderson Mesa (condado de Coconino, cerca de Flagstaff, Arizona, Estados Unidos).

## Designación y nombre
Designado provisionalmente como 1985 TH1. Fue nombrado Tomahrens en honor al profesor de geofísica estadounidense Thomas J. Ahrens, que desarrolla su labor en el Instituto de Tecnología de California. Gracias a él se ha construido y dirige el laboratorio principal de impacto experimental y física de choque, usando pistolas de luz-gas.

## Características orbitales
Tomahrens está situado a una distancia media del Sol de 2,740 ua, pudiendo alejarse hasta 2,925 ua y acercarse hasta 2,555 ua. Su excentricidad es 0,067 y la inclinación orbital 1,749 grados. Emplea 1656 días en completar una órbita alrededor del Sol.

## Características físicas
La magnitud absoluta de Tomahrens es 13. Tiene 6,983 km de diámetro y su albedo se estima en 0,251.